# Alberto Abdiel Quintero Medina
Alberto Abdiel Quintero Medina (Panama-stad, 18 december 1987) is een Panamees voetballer. De aanvallende middenvelder verhuisde tweede helft 2023 naar Panama bij Plaza Amador.

## Clubcarrière
Quintero kwam in Spanje terecht bij amateurclub Torrellano uit Elche. Hij presteerde zodanig, dat hij werd opgemerkt door het net naar de Segunda División A gepromoveerde FC Cartagena. Tijdens de eerste seizoenshelft van de jaargang 2009/10 speelde hij diverse wedstrijden, maar in de tweede helft kreeg Quintero minder speeltijd. Daardoor zakte hij het volgende seizoen één niveau en kwam hij terecht bij Ontinyent CF.
Na één seizoen trok Quintero terug naar zijn thuisland en speelde tijdens het seizoen 2011/12 voor Chorrillo FC. Hij brak niet door en het daaropvolgende seizoen stapte hij over naar het Colombiaanse Independiente Medellín. Daar speelde hij op huurbasis vijftien competitieduels en daardoor keerde hij weer terug naar Chorrillo, waar hij het seizoen beëindigde met 19 gespeelde wedstrijden.
Tijdens het seizoen 2013/14 tekende Quintero in Mexico een contract bij CF Lobos de la BUAP. In januari 2014 stapte hij over naar reeksgenoot Mérida FC. Aan het begin van het seizoen 2014/15 was Quintero enkele maanden actief voor Mineros Aztecas, maar tijdens de winterstop keerde hij terug naar Lobos de la BUAP. In de Liga de Ascenso kwam hij in de Clausura 2015 vijftien maal in actie en maakte hij twee doelpunten.
De aanvallende middenvelder tekende tijdens de winterstop van het seizoen 2015-2016 een contract bij San Jose Earthquakes, voetbalclub uit San José, Californië dat speelt in de Major League Soccer.
Vanaf begin 2017 startte hij aan de competitie in Peru bij Universitario de Deportes.
De aanvallende middenvelder verhuisde in 2023 eerst naar reeksgenoot Club Sportivo Cienciano en later naar Panama bij Plaza Amador.

## Interlandcarrière
Alberto Quintero maakte op 22 augustus 2007 zijn debuut in het Panamees voetbalelftal in een vriendschappelijke interland tegen Guatemala (2–1 winst). Vervolgens werd hij drie jaar lang niet opgenomen in de nationale selectie; in de herfst van 2010 keerde hij terug. Quintero maakte zijn eerste interlanddoelpunt op 29 maart 2011, in een oefeninterland tegen het Cubaans voetbalelftal (0–2 winst). In 2011 deed Quintero met Panama mee aan de CONCACAF Gold Cup, waarin de halve finale bereikt werd (1–0 verlies van de Verenigde Staten). Ook in de zomer van 2013 maakte Quintero onderdeel uit van de Panamese selectie voor de Gold Cup; in de finale werd wederom met 1–0 verloren van de Verenigde Staten. Quintero speelde op 27 maart 2015 zijn vijftigste interland, een met 0–1 gewonnen oefenduel tegen Trinidad en Tobago. Hij werd drie maanden later opgenomen in de selectie voor zijn derde deelname aan de Gold Cup, gehouden in de Verenigde Staten en Canada. Op 7 juli 2015 maakte Quintero in de openingswedstrijd van het toernooi op aangeven van landgenoot Blas Pérez het eerste doelpunt; het duel tegen Haïti eindigde in een 1–1 gelijkspel. Quintero werd opgenomen in de definitieve selectie voor het wereldkampioenschap voetbal 2018 maar werd vanwege een blessure vervangen door Ricardo Ávila.